# EastOne Group
«EastOne Group» — міжнародна інвестиційно-консалтингова група, що надає консультаційні послуги в сфері стратегічного та інвестиційного управління диверсифікованим портфелем активів у широкому діапазоні галузей по всьому світу.
Група була створена в 2007 році Віктором Пінчуком.  
EastOne надає широкий спектр послуг активам, які вона консультує зокрема здійснює консультування в сфері корпоративної відповідальності, соціальних інновацій та благодійної діяльності.
Виконавчим директором групи EastOne є Юлія Чеботарьова. 
EastOne зареєстрована у Лондоні (Велика Британія) та має дочірню  компанію з офісами у Києві та Дніпрі (Україна).
EastOne Group консультує:
- Interpipe ПАТ — трубно-сталеливарна корпорація.
- StarLightMedia — одна з найбільших медіагруп України (телеканали Новий канал, ICTV, ICTV2, СТБ, Твій серіал, ОЦЕ ТБ, М1, М2).
- Viktor Pincuk Foundation (серед проектів Фонду — міжнародний центр сучасного мистецтва XXI сторіччя PinchukArtCentre, всеукраїнська стипендіальна програма Завтра.UA, міжнародна стипендіальна програма WolrdWideStudies а також створення Kyiv School of Economics)